# Parents (film, 1989)
Ne doit pas être confondu avec Parents (film, 2016).
Pour les articles homonymes, voir Parent.
Pour plus de détails, voir Fiche technique et Distribution.
Parents est une comédie horrifique canado-américaine réalisée par Bob Balaban, sortie en 1989.

## Synopsis
Michael Laemle est un garçon menant une vie typique d'enfant des années 1950 dans un pavillon de banlieue américaine, si ce ne sont des cauchemars bizarres qui viennent souvent le hanter, ainsi qu'un vague sentiment de malaise qu'il ressent vis-à-vis de ses parents, et particulièrement de son père, Nick. Michael en vient même à suspecter ses parents de ne pas faire uniquement de la viande classique sur le barbecue du jardin. Mais il ne sait pas trop comment en parler, que ce soit à sa nouvelle copine Sheila ou à la conseillère d'éducation de son école...  

## Fiche technique
- Titre : Parents
- Réalisation : Bob Balaban
- Scénario : Christopher Hawthorne
- Production : Mitchell Cannold, Steven Reuther, Bonnie Palef
- Musique : Jonathan Elias
- Photographie : Ernest Day, Robin Vidgeon
- Montage : Bill Pankow
- Direction artistique : Andris Hausmanis
- Chef décorateur : Mike Harris
- Costumes : Arthur Rowsell
- Pays de production : Canada/États-Unis
- Langue : anglais
- Genre : Comédie horrifique
- Durée : 81 minutes
- Dates de sortie :
  - France : 22 janvier 1989 Festival international du film fantastique d'Avoriaz 1989
  - États-Unis : 27 janvier 1989

## Distribution
- Randy Quaid (VF : Nicolas Marié) : Nick Laemle
- Mary Beth Hurt : Lily Laemle
- Bryan Madorsky : Michael Laemle
- Sandy Dennis : Millie Dew
- Juno Mills-Cockell (VF : Sylvie Jacob) : Sheila Zellner
- Kathryn Grody : Miss Baxter
- Graham Jarvis (VF : Jean-Luc Kayser) : M. Zellner
- Deborah Rush (VF : Marie Vincent) : Mme Zellner
- Wayne Robson (VF : Serge Blumenthal) : l'assistant du laboratoire

## Récompenses et distinctions
- Fantafestival 1989 :
  - Meilleur acteur (Randy Quaid et Bryan Madorsky)

### Nominations
- Independent Spirit Awards 1990 :
  - Meilleur acteur (Randy Quaid)
- Saturn Award 1991 :
  - Meilleur jeune acteur (Bryan Madorsky)